# Terremoto de Mendoza de 1917
El Terremoto de Mendoza de 1917 fue un terremoto, movimiento sísmico que ocurrió el 27 de julio de 1917 a las 02:51 UTC-3 (Hora Local Argentina + 3), en la provincia de Mendoza, Argentina. 
Tuvo su epicentro en las coordenadas geográficas 32°18′S 68°54′O / -32.30, -68.90
La magnitud estimada fue de 6,0 en la escala de Richter, a una profundidad de 50 km; y de una intensidad de grado VII en la escala de Mercalli
Ocasionó daños moderados y 2 víctimas fatales; en el Gran Mendoza. Nuevamente los mayores daños se concentraron en el Departamento Las Heras y en el norte de la ciudad capital.